# جیلی بی‌ال
جیلی بی‌ال (Geely BL) خودرویی است که در سال‌های ۲۰۰۳–تولید شده‌است.
این خودرو در کلاس کوپه قرار گرفته، طول آن در حالت طبیعی ۴٬۱۱۰ میلیمتر (۱۶۱٫۸ اینچ)، عرض آن در حالت طبیعی ۱٬۶۹۰ میلیمتر (۶۶٫۵ اینچ)، ارتفاع آن در حالت طبیعی ۱٬۳۲۵ میلیمتر (۵۲٫۲ اینچ) و وزن آن در حالت طبیعی ۹۸۰ کیلوگرم (۲٬۱۶۱ پوند) است.